# منهاج السنة النبویة
منهاج السنة النبویة کتابی نوشته ابن تیمیه در نقض کلام شیعه و قدریه است.

## رویکرد کتاب
مطابق گفتهٔ خود ابن تیمیه در مقدمهٔ کتاب، او این اثر در رد کتاب منهاج الکرامة في معرفة الإمامة نوشتهٔ ابن مطهر حلی پدید آورده است. ابن تیمیه که ازنظر فقهی حنبلی و ازنظر فقهی پیرو حشویه بود در این کتاب مفصلاً به شیعه تاخته است.

## خلاصه
شمس‌الدین ذهبی منهاج السنه را خلاصه کرد و المنتقی من منهاج الاعتدال فی نقض کلام أهل الرفض والاعتزال نامید که به‌اختصار المنتقی من منهاج الاعتدال نامیده می‌شود.

## ردیه‌ها
بر منهاج السنه ردیه‌های فراوانی نوشته شده‌است مانند:
- منهاج الشریعة رداً علی منهاج السنة نوشته محمدمهدی کشوان قزوینی،[۲]
- إکمال المنّة فی نقض منهاج السنة نوشته سراج‌الدین هندی،
- الإمامة الکبری والخلافة العظمی نوشته محمدحسن آقامیر قزوینی،
- منهاج السنّة المحمّدیّة نوشته عبدالرحمن عقیلی
- دلایل‌الصدق اثر محمدحسن مظفر که به‌طور ضمنی به رد منهاج السنه دست زده‌است.